# Amata alikangiensis
Amata alikangiensis är en fjärilsart som beskrevs av Embrik Strand 1915. Amata alikangiensis ingår i släktet Amata och familjen björnspinnare. Inga underarter finns listade i Catalogue of Life.